# Luis Aguiar
Luis Bernardo Aguiar Burgos (Mercedes, 17 de novembro de 1985) é um ex-futebolista uruguaio que atuava como meio-campista. 

## Carreira
Iniciou a sua carreira profissional no Liverpool Fútbol Club, mas foi emprestado ao Porto com opção de compra no final da temporada de 2007–08. O Porto por sua vez emprestou o jogador ao Estrela da Amadora até ao final da temporada, para ocupar o lugar de Gilles Augustin Binya (o volante ganês foi para o Benfica).
Porém, no início de 2008 foi emprestado à Académica de Coimbra.
Em junho de 2008, assinou um contrato válido por quatro temporadas pelo Braga, terminando desta forma o seu vinculo contratual com o Porto.
Depois de bons jogos com a camisa do Braga na Copa da UEFA, despertou a atenção de clubes europeus, tendo no final da temporada 2008–09 assinado pelo Dínamo de Moscou.
Após meia temporada no clube russo, o Braga chegou a acordo com o Dínamo de Moscou para a cedência a título de empréstimo dos direitos desportivos do meio-campista, que rubricou com os Guerreiros do Minho um contrato válido até final da temporada 2009–10.

## Títulos
Peñarol
- Campeonato Uruguaio: 2015–16

Alianza Lima
- Campeonato Peruano: 2017

Nacional
- Torneio Apertura: 2018[5]
- Torneio Intermédio: 2018